# Mohamed Traoré
Mohamed Traoré Diarra (Bamako, 18 novembre 1988) è un ex calciatore maliano, di ruolo attaccante.
Ha un fratello minore, anch'egli calciatore, di nome Adama Traoré.